# Väse-Fågelviks församling
Väse-Fågelviks församling är en församling i Domprosteriet i Karlstads stift. Församlingen ligger i Karlstads kommun i Värmlands län och ingår i Karlstads pastorat.

## Administrativ historik
Församlingen bildades 2006 genom sammanslagning av Väse och Östra Fågelviks församlingar och utgjorde därefter till 2014 . Från 2014 ingår församlingen i Karlstads pastorat.

## Kyrkor
- Väse kyrka
- Östra Fågelviks kyrka